# Santibáñez de la Sierra
Santibáñez de la Sierra es un municipio y localidad española de la provincia de Salamanca, en la comunidad autónoma de Castilla y León. Se integra dentro de la comarca de la Sierra de Francia y la subcomarca de Las Quilamas. Pertenece al partido judicial de Béjar.
Su término municipal está formado por las localidades de Casillas de las Erías, Puentes del Alagón, Santa María de los Llanos y Santibáñez, ocupa una superficie total de 13,61 km² y según el padrón municipal elaborado por el INE en el año 2017, cuenta con 187 habitantes.

## Etimología
Santibáñez deriva de SANCTUS JOANNI(S), y es que cerca del pueblo había una ermita dedicada a San Juan, de la que sólo quedan cimientos escondidos en pleno monte; de hecho, hace tiempo el patrón de verano y la fiesta correspondiente eran de San Juan. El apellido “de la Sierra” hace referencia a su ubicación en la comarca natural de la Sierra de Francia, conocida en la provincia salmantina simplemente como “La Sierra”.

## Geografía
El municipio de Santibáñez de la Sierra está compuesto por la localidad de Santibáñez de la Sierra más una entidad local menor: Santa María de los Llanos (popularmente Lo Llano), además de otros dos núcleos de población: Puentes de Alagón (Las Puentes) y Casilla de las Erías (La Casilla); este último núcleo se encuentra oficialmente despoblado, aunque una familia mantiene allí su segunda residencia.
El municipio se sitúa en la Sierra de Francia baja, al sur de la provincia de Salamanca, a 65 km de la capital, limitando con los municipios de San Esteban de la Sierra, Valero, Garcibuey, Molinillo y Cristóbal de la Sierra. Lo atraviesan el río Alagón y su afluente el Saltillo, además de numerosos arroyos, encuadrándose todo el término municipal en la cuenca hidrográfica del Tajo.
El pueblo de Santibáñez de la Sierra se localiza en la falda de una montaña (coronada por la Peñita Palomera) en los últimos tramos de una ladera llamada La Llaná, a unos 610 m sobre el nivel del mar, y domina desde allí un amplio valle, horadado por la vega del río Saltillo, al que se baja desde el pueblo por las Cuestas Abianas.

### Transportes
El municipio está conectado por carretera con:
- Salamanca y Coria, a través de la antigua CL-512, dividida hoy en: SA-205 desde Vecinos hasta Santibáñez de la Sierra y SA-220 en el tramo de Santibáñez de la Sierra a Miranda del Castañar.
- Con Béjar y Ciudad Rodrigo, a través de la SA-220
- Con Valero a través de la DSA-235 desde Puentes de Alagón
- Con Molinillo a través de la DSA-275 desde la SA-220. Otra ruta hacia Molinillo es el camino existente entre los dos municipios, que parte junto al Empalme, el punto de unión de las carreteras SA-220 y SA-205, a 1 km de Santibáñez de la Sierra.

En cuanto a las pedanías, la SA-220 atraviesa Casilla de las Erías y Puentes de Alagón, y a Santa María de los Llanos se llega a través de la SA-220 tomando la DSA-275 y, a continuación, a sólo unas decenas de metros, el desvío hacia a la pedanía.
Existe una extensa red de caminos y senderos en el municipio (algunos milenarios) para acceder a las tierras de cultivo y pasto, así como para conectarlo con otras localidades y municipios.
Santibáñez de la Sierra cuenta con servicio de autobuses a través de la línea Coria – Salamanca, por las Hurdes, que realiza la empresa Renfe-Íñigo S.A., con paradas en Santibáñez de la Sierra y Puentes de Alagón, conectando el municipio con la capital provincial, así como con todos los demás de la línea. También existe servicio a la ciudad de Béjar varios días a la semana, con paradas en muchos pueblos del recorrido.

## Naturaleza
Santibáñez de la Sierra se ubica en plena Reserva de la Biosfera de las Sierras de Béjar y Francia, declarada en 2006 por la UNESCO, lo que remarca la gran influencia que ha tenido el ser humano en el medio ambiente de esta zona, modelándolo sin romper el equilibrio de la Naturaleza. El municipio es parte también del espacio natural protegido de la Sierra de las Quilamas, así como de la ZEPA Río Alagón, declarada por la presencia de varias parejas de cigüeña negra. Por último, ya fuera del municipio, pero a escasos kilómetros, se encuentra el parque natural de Las Batuecas-Sierra de Francia.

## Historia
La localidad de Santibáñez de la Sierra se asienta sobre un antiguo castro vetón. Ya en época romana, fue construida, sobre la base de antiguas veredas, la calzada que atraviesa la localidad proveniente de San Esteban y discurre por las laderas internándose en la sierra y dividiéndose en dos vías más allá de Las Puentes: una hacia Caurium (Coria), la otra en dirección a las cercanas minas de oro de Las Cavenes, en El Cabaco, y más allá hacia la actual Ciudad Rodrigo.
La documentación más antigua nos llega del período visigótico, del se conserva una inscripción de la antigua ermita de San Juan que conmemoraba en verso su fundación en el año 583, lo que pudo estar ligado al origen del pueblo. También en esta época parecen datarse los sepulcros antropomorfos encontrados en el municipio.
Tras la invasión islámica, estas tierras, que no llegan a despoblarse, sufren un retraimiento económico y, sólo tras la consolidación de la reconquista cristiana, se repueblan intensamente. Este proceso se inicia en el siglo XI, bajo el reinado de Alfonso VI de León, de la mano de su yerno, el conde Raimundo de Borgoña. Pasado un siglo, como las guerras contra los musulmanes continúan amenazando al Reino de León, Alfonso IX intensifica la actividad repobladora y fortifica esta zona, que también es frontera con el Reino de Castilla.
Se mantiene la teoría de la repoblación por parte de leoneses, asturianos y gallegos, acompañados de gentes extrañas a la península ibérica, principalmente de origen francés o gascón, sobre la base de la toponimia y a algunos apellidos existentes.
El municipio se encontrará bajo la jurisdicción de la cercana villa de Miranda del Castañar, englobada en su Condado. Ya en el siglo XIX, pasará a depender del partido judicial de Sequeros y, finalmente, tras la supresión de éste en los años sesenta del siglo XX, al de Béjar.
En el "Libro de los lugares y aldeas del Obispado de Salamanca", manuscrito fechado entre 1604 y 1629, se habla de Santivañez como población con “20 vezinos” (familias).
El Catastro de Ensenada de 1752 enumera “42 vecinos, 11 viudas y un menor de casa abierta, 42 casas habitables, 6 inhabitables y 5 arruinadas. Casa de concejo de 2 plantas con diferentes cuartos: alta para Juntas, Cárcel y Alhóndiga.”
En el Diccionario de Madoz de 1845-1850, se describe Santibáñez de la Sierra como:

“Vecindad con ayuntamiento en la provincia y diócesis de Salamanca (40 leguas), partido judicial de Sequeros, audiencia territorial de Valladolid, capitanía general de Castilla la Vieja. SITUACIÓN en un pequeño cerro á la falda de una montaña que le domina al N. y circuida por otras varias algo más distantes. El CLIMA es sano y no se conocen enfermedades especiales. Se compone de 79 CASAS, entre ellas la del ayuntamiento, formando cuerpo de población, junto á la cual hay 3 fuentes y en especial una de muy buena agua y de ella usan la vecindad; una escuela de instrucción primaria concurrida por 25 niños de ambos sexos; iglesia parroquial (el Espíritu Santo), con el anejo de Sta. María de lo Llano, servida por un cura de entrada y provisión ordinaria; y un cementerio que en nada perjudica á la salud pública. Confina el TÉRM. por el N. con el de San Esteban; E. Cristóbal, partido judicial de Béjar; S. Santa María de lo Llano; y O. Garcibuey y Miranda; hay en él varias fuentes y un arroyo que aunque de corto caudal es de curso perenne y lleva sus aguas al Alagón. El TERRENO en su mayor parte es de mala calidad; tiene algunos trozos de regadío y algunas deb. con excelentes maderas. CAMINOS, pasan por el pueblo calzadas que salen de la sierra de Francia y se dirigen á Salamanca y Alba. El CORREO se recibe por un cartero de la p. de San Esteban. PRODUCCIÓN, vino, centeno, castañas y legumbres; hay ganado cabrio y vacuno y caza de conejos, liebres y perdices POBLACIÓN: 60 vecindad 270 almas. RIQUEZA PROD.: 141,400 reales IMP: 7,070”

Con la creación de las actuales provincias en 1833, Santibáñez de la Sierra quedó encuadrado en la provincia de Salamanca, dentro de la Región Leonesa.

## Habla
Santibáñez de la Sierra conserva un habla característica, en la zona de conexión del castellano con el asturleonés, en la que destaca sobre todo la profusión de palabras y expresiones propias, así como la marcada ausencia del yeísmo extendido hoy prácticamente a todo el idioma español. Tiene, como es lógico, conexión con las hablas de las zonas colindantes y refleja una influencia meridional notoria, por ejemplo, en el uso de la hache aspirada. Se puede decir, en definitiva, que el habla de Santibáñez de la Sierra (y de la comarca) perteneció primitivamente al leonés (del que quedan huellas dialectales) y sufrió más tarde un doble influjo, meridional (principalmente en fonética) y, sobre todo, una asimilación al habla vulgar castellana.
Los rasgos asturleoneses (como la epéntesis de la yod en la terminación, la conservación de la -e tras /d/ o /t/, la palatalización de l- y n- o la conservación del grupo -mb-, aspiración de la /F/ inicial latina /h~x/ -?elechu-, pérdida de la /R/ final del infinitivo ante pronombre enclítico -matalu, bebelu...-) están difuminados, aunque el habla mantiene gran parte de las soluciones gramaticales (inserción de artículo ante el adjetivo posesivo -la mi casa-). Por otro lado, los rasgos meridionales (como la aspiración de la fricativa velar sorda y de la /s/ implosiva) marcan un fuerte contraste con el habla del resto de la provincia.
Del mismo modo que mantiene una importante influencia del asturleonés, posee algunas reminiscencias vascas y mozárabes, sobre todo en el léxico.
Con todo ello, se puede encuadrar esta habla dentro de las variedades más septentrionales del altoextremeño.

## Demografía
Santibáñez de la Sierra cuenta con una población de 149 habitantes (INE 2024).
| Gráfica de evolución demográfica de Santibáñez de la Sierra entre 1842 y 2021 |
| |
| Población de derecho según los censos de población del INE Población de hecho según los censos de población del INEEntre el censo de 1857 y el anterior, crece el término del municipio porque incorpora a 375039 (Santa María de los Llanos) |

Según el Instituto Nacional de Estadística, Santibáñez tenía, a 31 de diciembre de 2018, una población total de 186 habitantes, de los cuales 102 eran hombres y 84 mujeres. En el año 2000, el censo refleja 251 habitantes, de los cuales 136 eran hombres y 115 mujeres. Por lo tanto, la pérdida de población en el municipio para el periodo 2000-2018 ha sido de 65 habitantes, un 26 %.
El municipio se divide en cuatro núcleos de población. De los 186 habitantes que poseía el municipio en 2018, Santibáñez contaba con 159, de los cuales 87 eran hombres y 72 mujeres, Santa María de los Llanos con 22, de los cuales 12 eran hombres y 10 mujeres, Puentes del Alagón con 4, de los cuales 3 eran hombres y 1 mujeres, y Casillas de las Erías con 1, mujer.
Un elemento destacado de la población serrana es su tendencia al envejecimiento y a la masculinización con importantes repercusiones desde el punto de vista demográfico. El desequilibrio de sexos alcanza en Santibáñez de la Sierra un valor extremo, de modo que el 63 % de la población entre 20 y 40 años son hombres.

## Economía

### Sector primario
Santibáñez de la Sierra es un pueblo de tradición agraria, con un claro predominio de la agricultura, con profusión de viñedos, frutales y huertos.
Los orígenes del viñedo en esta zona se remontan a la época romana. Tras la invasión islámica estas tierras sufren un retraimiento económico y sólo tras la consolidación de la reconquista se repueblan intensamente, con lo que es a partir del siglo XI cuando la viña comienza a resurgir, en el entorno de una economía fundamentada en los cereales, la ganadería y el aceite.
Desde los siglos XV y XVI varias citas históricas atestiguan que la zona era ya conocida por sus vinos. Durante todo el siglo XIX el viñedo conoce una fuerte expansión, convirtiéndose en uno de los pilares económicos de la comarca, hasta llegar al máximo con las exportaciones a Francia por la crisis de la Filoxera.
Durante los años cincuenta del siglo XX se crean las bodegas cooperativas de la zona, entre ellas la Bodega Cooperativa “San Agustín” de Santibáñez de la Sierra, que tuvieron un destacado papel en la introducción de nuevas técnicas y en la conservación del viñedo, al tener garantizada la venta de sus graneles. A finales del siglo pasado el viñedo sufre un progresivo abandono, en gran parte debido a la acuciante despoblación del medio rural, provocando el cierre paulatino de las bodegas cooperativas, tal es el caso de la de Santibáñez que, no obstante, conserva en buen estado las instalaciones.
En la última década del siglo XX se da un cambio de paradigma en la vitivinicultura serrana; se crean cuatro modernas bodegas (una de ellas en Santibáñez) y se renueva la última cooperativa en funcionamiento con el fin de elaborar vinos de alta calidad y baja producción.
Las variedades de uva son, en tintas, la rufete (variedad autóctona y predominante en la Sierra de Francia), la garnacha tinta y el tempranillo (también llamado en Santibáñez tinto del país). En uva blanca destacan la viura, la moscatel de grano menudo y la palomino, junto con una variedad autóctona recientemente descubierta, el verdejo serrano o rufete blanco, que se creía una adaptación del verdejo a la zona.
A pesar de la elaboración de vino en la nueva bodega citada y en bodegas artesanales de particulares, el grueso de la producción de uva se exporta a Galicia, a través de la Cooperativa y de intermediarios locales.
Por su parte, el cultivo de cereza ha aumentado en las últimas décadas para contrarrestar la baja rentabilidad económica de la uva. A través de la Cooperativa Hortofrutícola “Santibáñez de la Sierra” se realiza la venta al por mayor, principalmente de la variedad de cereza monzón o zaragozana, para usos en la industria agroalimentaria. En ocasiones la Cooperativa también realiza ventas de las variedades burlat, californiana y embruné o ambrunet (la famosa picota) para consumo directo, si bien, son a menudo los propios productores los que transportan su producción principalmente a Mercasalamanca o a fruteros de la zona.
Hubo una época de cierto auge del cultivo de la fresa entre los años sesenta y setenta del siglo XX, el cual hoy se limita al autoconsumo.
Del mismo modo, se mantienen algunos olivares en producción, pero no existen almazaras en el municipio.
En cuanto a la ganadería, existen pequeñas explotaciones de ganado vacuno, ovino y caprino en régimen extensivo minifundista. Los vecinos también tienen en propiedad algunos caballos y burros. Por último, existen jaurías de perros de caza.

### Sector secundario
La elaboración de vinos es el representante mayoritario del sector secundario en el municipio, a través de Bodegas y Viñedos Rochal, adscrita a la Denominación de Origen Protegida – Vino de Calidad Sierra de Salamanca, en cuya zona de producción se encuadra la totalidad del término municipal. Existen también productores artesanales de vinos ecológicos en bodegas tradicionales.
También existe una empresa de producción de quesos de cabra y oveja, en expansión.

### Sector terciario
Hasta hace poco, existían en el pueblo dos supermercados al estilo de las antiguas “tiendas de ultramarinos” y una panadería tradicional artesana. Hoy sólo queda uno de los supermercados, junto con una pequeña tienda de productos típicos.
En cuanto a la hostelería, el municipio cuenta con un restaurante y un bar. El pequeño local que hace las veces de discoteca se abre en los períodos festivos. En Puentes de Alagón se ubica otro restaurante.
La presencia también de varios establecimientos de turismo rural da fe del interés paisajístico y etnográfico del municipio y su comarca.
Habilitadas para el baño existen en Las Puentes del Alagón una piscina natural y la zona conocida como “El Charco”, un pequeño remanso bajo el puente romano.

## Monumentos y lugares de interés
En cuanto a monumentos, destaca el puente romano ubicado en Puentes de Alagón, uno de los más antiguos de la Península, erigido en el siglo I a. C. sobre el río Alagón y situado cerca de otro puente ya de aspecto medieval, éste sobre el río Saltillo, ambos en el discurrir de la calzada romana que se interna en la Sierra. De esta calzada romana se conservan en el término municipal algunos tramos de empedrado original entre Puentes de Alagón y Santibáñez.
Ya en Santibáñez, destaca la iglesia parroquial (levantada en torno al siglo XVI y recientemente reformada para hacer aflorar la piedra original del interior) que posee un acogedor portalillo a su entrada.
Por otro lado, hay vestigios de una antigua ermita del siglo VI, así como sepulcros antropomorfos altomedievales y lagares (lagaretas) esculpidos en rocas graníticas.

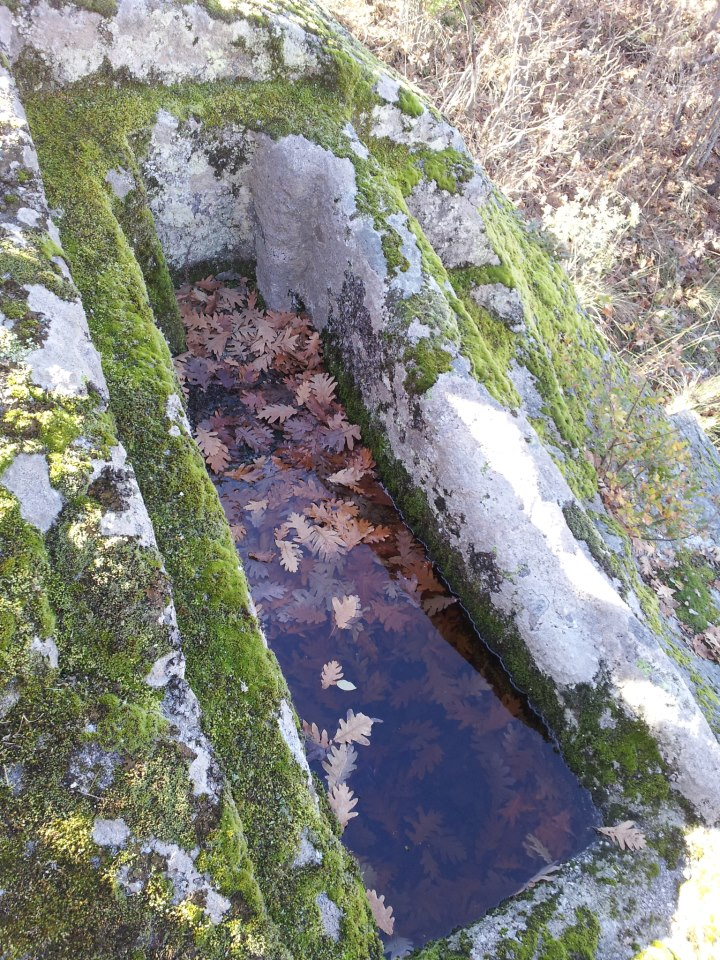
Tumba antropomorfa de posible origen visigodo

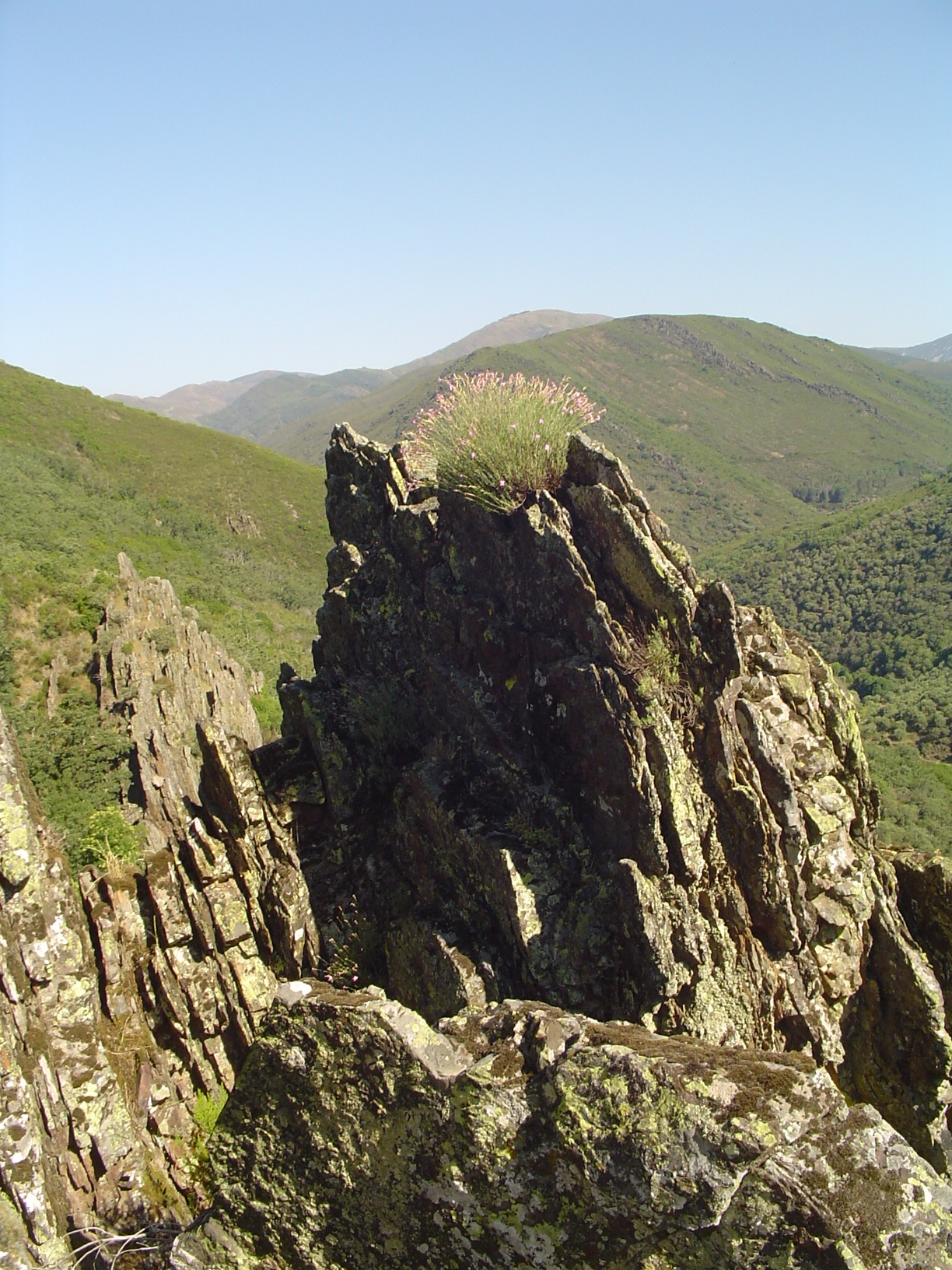
Buitreras

Sin duda lo más destacable del municipio de Santibáñez de la Sierra es su entorno natural, su belleza paisajística y su riqueza en fauna y flora, lo que avalan las declaraciones de distintos organismos oficiales antes citadas.

## Senderismo
El sendero PRSA1 Ruta del alto Alagón acompaña el fluir del río Alagón en su paso salmantino, desde su nacimiento en Frades de la Sierra hasta su entrada en tierras cacereñas, a lo largo de doce etapas y ochenta kilómetros señalizados, recorriendo una parte importante del término de Santibáñez de la Sierra. Citaremos una breve descripción:
"Salvando arroyos por viejos puentes romano-medievales, penetrando por bosques casi imposibles, por cuidados huertos familiares, por campos de frutales y viñedos y descansando en cada una de las localidades de paso, en las que la buena mesa y el reconfortante caldo de la tierra nunca van a falta”
Por la calzada romana entre Santibáñez de la Sierra y Puentes de Alagón discurre la Ruta de los Paisajes Serranos.
Finalmente, multitud de caminos, sendas y veredas recorren todo el término municipal, fomentando las prácticas del senderismo, el ciclismo y los paseos a caballo, así como el motocross o las rutas en quads.
Recientemente se ha creado la Asociación Caminera de Santibáñez de la Sierra (ACASA), para la práctica del senderismo y la conservación y rehabilitación de caminos tradicionales en el municipio.

## Cultura

### Arquitectura tradicional
La arquitectura tradicional gira en torno a la estructura de las casas de la sierra de Francia, estando divididas las viviendas en dos o más plantas cuya parte inferior actúa de cuadra y la superior de desván o sobrao, si bien en Santibáñez no es notoria la tipicidad de la arquitectura tradicional exterior de las mismas, salvo por las amplias balconadas al sur, habiendo admirables ejemplos no obstante, algunos recuperados bajo viejos encalados, de fachadas de piedra y maderos cruzados, así como de la menos frecuente fachada forrada de teja (más típica de la Sierra de Béjar). En Santa María de los Llanos, sin embargo, la mayoría de las casas son de una sola planta.

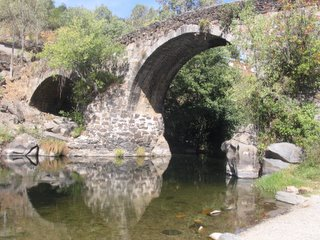
Puente en la localidad de Puentes del Alagón

### San Blas
Santibáñez de la Sierra celebra sus fiestas patronales en honor a San Blas (3 de febrero) y a San Agustín (28 de agosto).
La de San Blas era antaño la fiesta mayor, ya que se celebraba en una época de escaso trabajo en el campo. Hoy en día, la celebración se mantiene con la tradición de la misa y procesión del santo por las calles del pueblo, seguida de un festejo taurino con vaquillas y una verbena nocturna. También es tradición, extendida por toda la provincia de Salamanca, el portar desde la víspera las gargantillas bendecidas, unas cintas de colores que se anudan al cuello, recordando el patronazgo de Blas de Sebaste sobre los enfermos de afecciones de garganta. La gargantilla se quita el Martes de Carnaval y se quema el Miércoles de Ceniza.

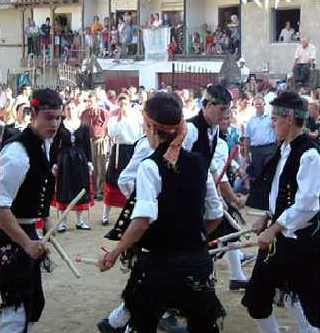
Paleo

### San Agustín
La fiesta mayor es actualmente el 28 de agosto, San Agustín, aunque el período festivo se extiende varios días antes y después del “día grande”:
- 26 de agosto:

Del mismo modo que el Jueves Santo, muchos vecinos y peñas preparan limoná, una especie de sangría que ofrecen en sus propias bodegas, además de un convite en la plaza Mayor con embutidos y dulces serranos.
- 27 de agosto, las Vísperas:

Las peñas protagonizan un desfile divertido y colorista precediido por muy sonora charanga a fin de inaugurar los remozados locales, en silencio desde el pasado año y para ir ´calentando motores´ por lo que se avecina.
Desde el campanario de la iglesia se anuncia la fiesta a toque de vísperas. En la plaza Mayor la corporación organiza para todo el mundo generosa merienda, con sangrías que reposan del día antes y fiambres y dulces de la tierra. 
Desde la plaza se forma la comitiva que con música de gaita y tamboril se dirigirá en busca de las damas de honor y reinas saliente y entrante así como del pregonero, todos ellos protagonistas de la tarde.
Tras una bonita ceremonia de coronación desde el Balcón del Ayuntamiento, el alcalde pronuncia unas palabras de bienvenida, dando paso al pregonero que al final de un siempre emocionante pregón, inaugurará las fiestas. Las peñas de Santibáñez ya están abiertas e invitan a
todos los que visitan sus locales. Hoy sin duda es el mejor día para encontrarse con antiguos camaradas y porque no para hacer nuevas amistades.
La verbena de las noches que hoy empieza continuará ya toda la Fiesta, algunos años hasta cinco días.
- 28 de agosto, San Agustín:

A las doce de la mañana el alegre repiqueteo de las campanas anuncia a todos que llegó la fiesta mayor. En las casas todo son
prisas, hay que hacer las faenas y hay que arreglarse a tiempo para la misa. Ya se oye en las calles a Eduardo el tamborilero y las
castañuelas del maestro Manuel de Arriba al frente de los mozos y mozas que danzarán este año.
Con sus deslumbrantes trajes serranos, castañuelas y palos de danzar, acompañados por Alcalde y miembros de la comisión marchan a recoger en sus casas, a Damas de honor y Reina de las fiestas para dirigirse todos a la misa Mayor. 
Hay en el pueblo y en las calles una mezcla de alegría, colores, música decastañuelas y tamboril que tiene su momento culminante
en la llegada a la iglesia. Las mujeres entran primero, los hombres ocuparán la parte final. El templo ha sido primorosamente enga-
lanado días antes por fervorosas mujeres, utilizando antiguos tapices y esmerados ramos de flores.
Después de misa solemne, Bajo el emocionante repicar de las campanas, San Agustín recorre las calles del pueblo llevado a
hombros en procesión y acompañado por el Sr. Cura, autoridades y danzadores y seguido por las gentes del pueblo para culminar en la plaza donde se celebrará el Ofertorio.
En esta hermosa ceremonia los danzadores ofrecen a su patrón inolvidables momentos de danza. Los ´paleos´ de hombres y mujeres se suceden, arrancando emocionados aplausos, para acabar, con el ´baile del ramo´ (“tece y destece”). Tejer con cintas de colores una espectacular trenza alrededor de un ramo, para destejerla después a ritmo de danza gaita y tamboril. .
- 29 de agosto, Día del Toro:

Sopas de Ajo, a las ocho de la mañana están convocados en la plaza Mayor todos aquellos que quieran y el cuerpo se lo permita para desayunar las tradicionales sopas de ajo.
Esta ceremonia es previa y sirve de convocatoria para marchar hacia la finca del toro Bravo. Pasadas las nueve se pone en marcha una larga comitiva de vehículos particulares que precedidos por el camión de los ´toros´ llegará poco más tarde a la finca del Campo Charro
donde se encajonarán los novillos que fueron contratados tiempo atrás para la corrida de la tarde.
En la finca permiten a los más avezados ´toreros´ practicar su arte con vaquillas … aunque la mayoría, prefiere ocuparse del jamón y de los suculentos embutidos y las botas de vino y el pan de la tahona llevados previsora mente.
Al regreso de tan nutritiva mañana campera, la expedición atraviesa numerosos pueblos. Sus gentes advertidas del festejo por la espectacular caravana podrán aprovechar la tarde para acercarse a Santibáñez.
La plaza Mayor se convierte por unos días en medieval plaza de toros, cerrada por una hermosa y antiquísima verja construida con lanzas de hierro y columnas de granito. Es tradicional en los hombres amarrar con cuerda, escaleras a ella y disfrutar más de cerca la suelta del toro. 
A las seis de la tarde vuelven los paleos, de los que podemos destacar “San José”, “El Molinero”, “Salamanca” y “Zapatito de Charol”, entre otros.
A continuación, tiene lugar el festejo taurino, conformado por la lidia de dos novillos.
Sobre las dos de la madrugada, las peñas protagonizan un desfile divertido y colorista, precedido por una charanga. Se cuentan las históricas peñas de La Vertedera Giratoria y El Cubeto Bailón, junto con otras como los Ajorcamulos, la Kutxipanda o la Naranja Mecánica.

### Otras tradiciones
Una tradición religiosa recientemente recuperada es la procesión del Niño Jesús el 1 de enero, seguida de un convite a base de perrunillas y otros dulces típicos.
En las celebraciones de los quintos es tradicional lo que en otras zonas se denomina plantar el mayo (en Santibáñez el acto no recibe un nombre específico), un tronco de chopo cortado y transportado desde los bosques de la ribera del río bajo el pueblo, que se coloca en la plaza del Banco. Ese día se come el limón, una receta tradicional a base de huevos, chorizo, escabeche y naranjas.
Hasta hace pocos años, los quintos también corrían los gallos, lo que consistía en emborrachar unos gallos, colgarlos de una cuerda en la plaza Mayor y dar vueltas a caballo alrededor de la misma, intentando con cada pasada arrancarles la cabeza con las manos.
Otra tradición arraigada es la del Lunes de Aguas, lunes siguiente al de Pascua en el que se sale al campo a comer el hornazo, una empanada típica salmantina.
Es popular la tradición del serano, muy extendida por el antiguo Reino de León (recibiendo en otros lugares nombres como filandón, filorio o calecho), una reunión que se realiza por las noches alrededor del hogar, en la que se cuentan cuentos o relaciones al tiempo que se trabaja en alguna labor manual (generalmente textil).
En recientes fechas, se ha comenzado a realizar por Tosantos (Todos los Santos, 1 de noviembre) la Calbochada para todos los vecinos, fiesta consistente en asar castañas que antes se hacía sobre todo en el ámbito familiar.
Otra antigua tradición familiar, la matanza, se hace hoy para todo el pueblo con la celebración de la llamada matanza típica.

### Gastronomía
La gastronomía se enmarca en la cocina serrana, con recetas muy reconocidas como las “patatas meneás” o las patatas rebozadas, junto con los asados de cabrito, tostón y cordero. Dulces típicos son las perrunillas, las roscas y los sacatrapos, una especie de rosquilla enrollada en espiral con azúcar espolvoreada por encima. Y recetas de fechas señaladas son el ya comentado limón, las sopas de ajo y el hornazo.

## Administración y política
| Partido político                         | 2019  | 2019  | 2019       | 2015  | 2015  | 2015       | 2011  | 2011  | 2011       | 2007  | 2007  | 2007       | 2003  | 2003  | 2003       |
| Partido político                         | %     | Votos | Concejales | %     | Votos | Concejales | %     | Votos | Concejales | %     | Votos | Concejales | %     | Votos | Concejales |
| Partido Socialista Obrero Español (PSOE) | 54,29 | 57    | 4          | 1,18  | 2     | 0          | 17,22 | 31    | 0          | 49,40 | 83    | 3          | 36,36 | 76    | 2          |
| Partido Popular (PP)                     | 47,62 | 50    | 1          | 46,75 | 79    | 2          | 28,33 | 51    | 1          | 50,60 | 85    | 4          | 63,64 | 133   | 5          |
| Agrupación Serrana Independiente (ASI)   | —     | —     | —          | 50,30 | 85    | 3          | 52,78 | 95    | 4          | —     | —     | —          | —     | —     | —          |

El alcalde de Santibáñez de la Sierra no recibe ningún tipo de prestación económica por su trabajo al frente del ayuntamiento (2017).

## Colectivos e instituciones
- Ayuntamiento de Santibáñez de la Sierra
- Bodega Cooperativa "San Agustín" (venta de uva al por mayor)
- Cooperativa Hortofrutícula "Santibáñez de la Sierra" (venta de cerezas y otras frutas al por mayor)
- Asociación Cultural "San Agustín" (peña encargada de la organización de festejos y otras actividades, en colaboración con el Ayuntamiento)
- Moto Club Enduro “Santibáñez de la Sierra”
- Asociación de Mayores “Fuente de San Juan”
- Asociación Caminera de Santibáñez de la Sierra (ACASA)
- Asociación de Agricultores y Ganaderos de Santibáñez de la Sierra